# Oxalis erythropoda
Oxalis erythropoda är en harsyreväxtart som beskrevs av Henry Hurd Rusby. Oxalis erythropoda ingår i släktet oxalisar, och familjen harsyreväxter. Inga underarter finns listade i Catalogue of Life.